# Les Orgies de Caligula
Pour les articles homonymes, voir Caligula (homonymie).
Pour plus de détails, voir Fiche technique et Distribution.
Les Orgies de Caligula (titre original : Roma. L'antica chiave dei sensi) est un péplum érotique italien réalisé par Lorenzo Onorati et sorti en 1984.

## Synopsis
Le jeune et sadique Caligula tombe amoureux d'une de ses esclaves, qui fait office de danseuse exotique à la cour. Cependant, elle travaille secrètement pour son cousin qui projette de le renverser.

## Fiche technique
- Titre italien original : Roma. L'antica chiave dei sensi[1]
- Titre français : Les Orgies de Caligula ou Les Esclaves de Caligula ou Rome, l'empire des sens[2]
- Réalisateur : Lorenzo Onorati
- Scénario : Gianfranco Parolini
- Photographie : Pasquale Fanetti, Adriano Mancori
- Montage : Giancarlo Venarucci Cadueri
- Musique : Federico Amati, Marcello Giombini (sous le nom de « Pluto Kennedy »), Pier Carlo Zanco
- Décors : Giacomo Calò Carducci
- Costumes : Stefania D'Amario
- Maquillage : Adonella De Rossi
- Production : Gianfranco Parolini
- Société de production : Panam International Cinematografica, Effe Kapa SRL
- Pays de production :  Italie
- Langue originale : italien
- Format : Couleurs
- Durée : 84 minutes
- Genre : Péplum érotique
- Dates de sortie :
  - Italie : 1er décembre 1984
  - France : 30 janvier 1985

## Distribution
- Sandra Venturini : Lysia
- Robert Gligorov : Caligula
- Aldo Ralli (it) : Midas
- Francesco Romei : cousin de Lucio
- Maurice Poli :  Ptolémée
- Rodolfo Licari (it)
- Gianfranco Parolini : Lucio
- Aldo Sambrell : Mère supérieure
- Paolo Di Bella : Giovanni
- Brad Harris : l'esclave
- Stefania D'Amario (it) : la femme romaine